# كاتي أرشيبالد
كاتي أرشيبالد (بالإنجليزية: Katie Archibald) مواليد 12 مارس 1994 في إنجلترا، هي درّاجة اسكتلندية.

## الميداليات
| الميدالية | المسابقة                               |
| --------- | -------------------------------------- |
| ذهبية     | بطولة العالم للدراجات على المضمار 2014 |
| فضية      | بطولة العالم للدراجات على المضمار 2015 |
| برونزية   | دورة ألعاب الكومنولث 2014              |

## روابط خارجية
- كاتي أرشيبالد على موقع الاتحاد الدولي للدراجات (الإنجليزية)
- كاتي أرشيبالد على موقع أرشيف الدراجات (الإنجليزية)
- كاتي أرشيبالد على موقع إحصائيات الدراجات الإحترافية (الإنجليزية)
- كاتي أرشيبالد على موقع نسبة الدراجات (الإنجليزية)
- كاتي أرشيبالد على موقع CycleBase (الإنجليزية)
- كاتي أرشيبالد على موقع اللجنة الأولمبية الدولية (الإنجليزية)
- كاتي أرشيبالد على موقع أوليمبيديا (الإنجليزية)
- كاتي أرشيبالد على موقع اللجنة الأولمبية البريطانية (الإنجليزية)
- كاتي أرشيبالد على موقع اتحاد ألعاب الكومنولث (مؤرشف) (الإنجليزية)